# Effetti di sito

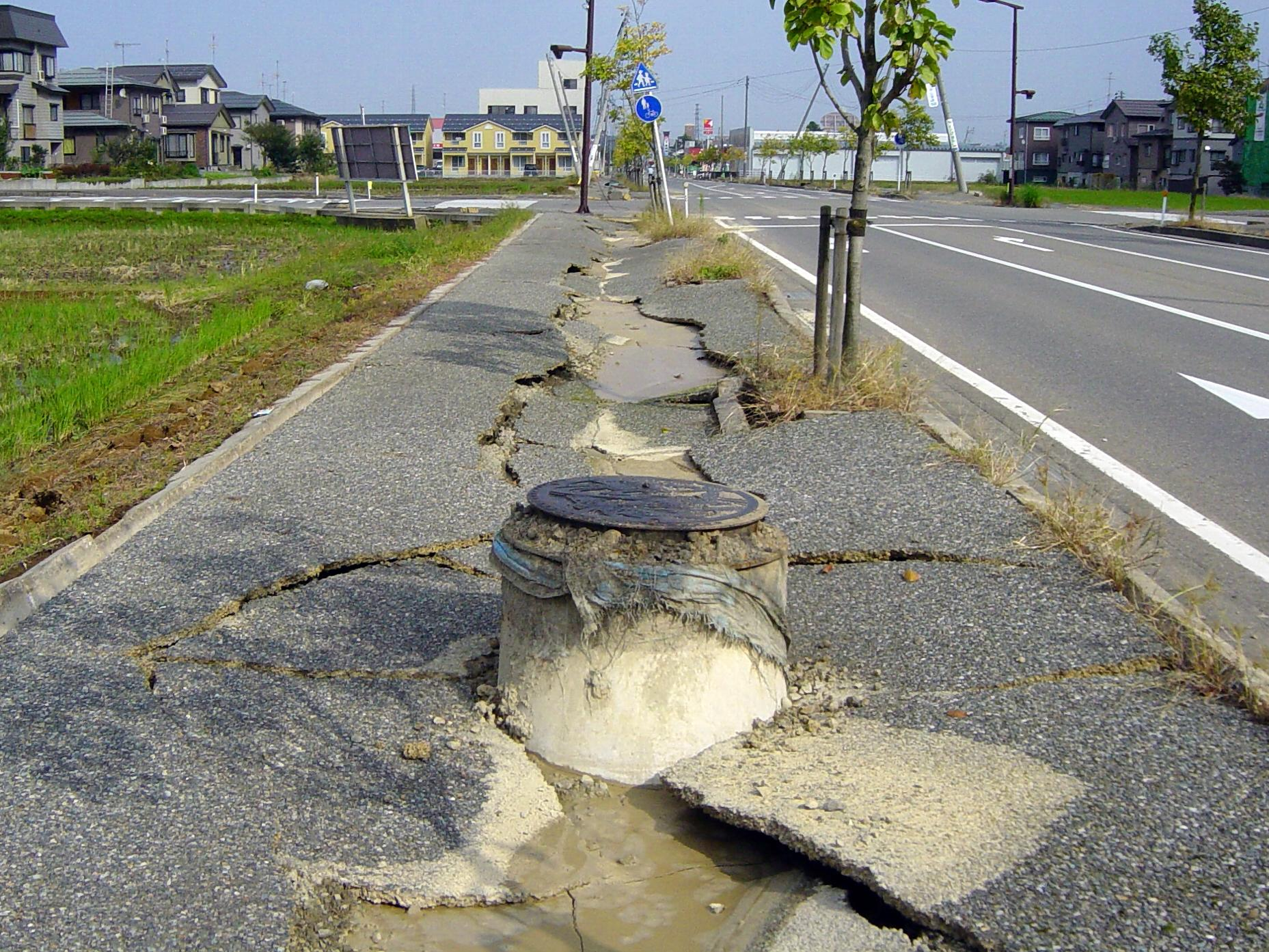
Danni provocati dalla liquefazione delle sabbie dopo un terremoto in Giappone

In sismologia con il termine effetti di sito si indicano tutti quegli effetti geologici a livello locale dell'immediato sottosuolo, dovuti a caratteristiche geologiche e geomorfologiche proprie, che rendono il luogo sulla superficie più o meno soggetto a danni conseguenti  un evento sismico.

## Descrizione
La conoscenza degli effetti di sito è uno degli aspetti più importanti dal punto di vista della mitigazione dell'azione sismica.
In particolare l'azione destabilizzante di un terremoto sulle opere antropiche può essere di tipo diretto (moto vibratorio del suolo), o di tipo indiretto (frane sismoindotte e liquefazione dei terreni di fondazione). 
In generale per valutare questi effetti si definisce la risposta sismica in frequenza (risposta in frequenza) del suolo come la trasformata di Fourier o spettro del segnale sismico nel tempo: quello che ci si può aspettare in generale come risposta sismica del terreno a livello locale è l'amplificazione di alcune o tutte le componenti spettrali e/o il filtraggio/attenuazione di una o tutte le altre componenti. 
Gli aspetti di mitigazione che riguardano il moto al suolo sono connessi all'ipotesi di una trasmissione amplificata del moto sismico proveniente dal basamento roccioso (bedrock) sottostante. La conoscenza di tale effetto è molto importante per la scelta di soluzioni progettuali degli edifici idonee alla mitigazione del moto sismico. In particolare le situazioni che determinano gli effetti di amplificazione locale sono definite, oltre che da condizioni stratigrafiche dei terreni non consolidati giacenti sopra il bedrock, anche da particolari situazioni morfologiche tipo: zone di cresta, zone di versante acclive,  zone di vallata o di conca endoreica e, o comunque, aree dove si hanno effetti di focalizzazione del raggio sismico. 
In molti casi l'amplificazione è dovuta a fenomeni di risonanza di terreni incoerenti stratificati al di sopra del bedrock: fenomeni di riflessione e rifrazione delle onde sismiche alle interfacce di discontinuità tra i due tipi di terreno portano infatti all'intrappolamento delle onde sismiche nello strato superficiale e alla successiva amplificazione; tale configurazione geomorfologica facilita anche la propagazione delle Onde di Love, che sono tra i tipi di onde sismiche più distruttive.  
L'individuazione delle aree potenzialmente interessate da fenomeni di frane sismoindotte e da fenomeni di liquefazione del terreno può essere fatta mediante il rilevamento diretto sul terreno, tramite la prospezione geofisica, di alcuni elementi indiziari caratteristici della presenza di frane, nonché da documentazioni storiche e testimonianze riguardanti gli avvenimenti accaduti in passato nella zona. 
In particolare tutte le aree in frana possono essere destabilizzate da un terremoto, in particolare le frane attive; le frane quiescenti e/o stabilizzate possono essere, comunque, riattivate da un sisma violento.
L'individuazione di eventuali terreni di recente deposizione (quaternaria e antropica) permette di circoscrivere aree potenzialmente interessate da fenomeni di liquefazione o di densificazione del suolo.
Gli effetti di sito, e con essi le necessarie misure di protezione antisismiche, possono essere individuati tramite attente analisi di microzonazione sismica. I fattori di rischio principali su scala locale sono:
- densificazione dei terreni. Nei terreni granulari sciolti, come limi e sabbie, le vibrazioni prodotte da un sisma possono provocare un "riassestamento" delle particelle (clasti) che li compongono, con una riduzione di volume conseguente al fatto che i "vuoti" tra i clasti si riducono. Questo può provocare cedimenti differenziali nel terreno, che si traducono in dissesti per le eventuali strutture soprastanti.
- liquefazione dei terreni. Anche questo problema riguarda terreni sciolti sabbiosi e limosi, saturi d'acqua: in questo caso le sollecitazioni prodotte da un terremoto possono causare un aumento della pressione dell'acqua presente negli interstizi tra i granuli fino a eguagliare la pressione totale dovuta al peso degli strati di terreno soprastanti. Il comportamento del terreno in queste condizioni equivale a quello di un liquido: viene così annullata la resistenza al taglio del terreno, che non è più in grado di contrastare spinte differenziali provenienti dall'alto. Se la spinta dall'alto fosse uguale in tutti i punti, non vi sarebbero cedimenti poiché un liquido è incomprimibile. Però la presenza di un peso concentrato (come un edificio) in una parte della superficie di terreno interessata dalla liquefazione provoca una spinta differenziale (cioè diversa da quella presente nel resto della superficie) verso il basso, che si traduce in uno sforzo di taglio (che implica lo scorrimento relativo in direzioni opposte delle due sezioni del corpo sulle quali viene esercitata la spinta). Dal momento che i liquidi non hanno alcuna resistenza agli sforzi di taglio, questo può provocare l'affondamento e il dissesto dell'edificio stesso, o addirittura il ribaltamento dello stesso.
- Fenomeni di amplificazione. Condizioni locali che riguardano l'assetto stratigrafico delle rocce e dei terreni e le loro transizioni laterali, con velocità sismiche diverse, possono modificare direzione e ampiezza delle onde sismiche, con fenomeni di interferenza tra fronti d'onda dovuti a riflessione e rifrazione. Quando questa interferenza è "costruttiva" (cioè le ampiezze si sommano), le oscillazioni del terreno risultano amplificate. L'amplificazione di tipo stratigrafico può essere dovuta alla presenza di sedimenti "soffici" o sciolti che ricoprono il basamento roccioso rigido. Anche le irregolarità topografiche (rilievi, pendii) possono essere significative (cioè dare luogo a fenomeni di interferenza) quando sono della stessa lunghezza d'onda delle onde sismiche.
- instabilità dei versanti. Versanti montani o collinari possono essere interessati da instabilità dovuta alla natura delle rocce e dei terreni (probabilità di frane o crolli) e all'eventuale presenza di corpi di paleofrana che possono essere rimessi in movimento a causa un sisma.
- Collasso di cavità. Questi fenomeni interessano soprattutto aree carsiche. Vi può essere anche collasso di cavità di origine antropica (gallerie, antichi ambienti sotterranei o miniere).